# نادي أمل سوق السبت
 نادي أمل سوق السبت  هو نادٍ رياضي مغربي. يمارس في دوري الدرجة الثالثة المغربي من مدينة سوق السبت (قرب مدينة الفقيه بن صالح) تأسس سنة 1987.